# Erignatha longidentata
Erignatha longidentata är en hjuldjursart som beskrevs av Sørensen 200. Erignatha longidentata ingår i släktet Erignatha och familjen Dicranophoridae. Inga underarter finns listade i Catalogue of Life.